# Ruschweiler See
Der Ruschweiler See ist ein natürlicher See auf Gemarkung Ruschweiler, einem Ortsteil der Gemeinde Illmensee im Landkreis Sigmaringen in Baden-Württemberg.

## Geographie

### Allgemeines
Der Ruschweiler See ist einer von drei durch Verlandungsflächen getrennten Eiszeitseen auf dem Gemeindegebiet von Illmensee. Zusammen mit dem Illmensee und dem Volzer See bildet er eine Seenplatte. Die eigentliche Wasserfläche des auf einer Höhe von 691 m ü. NHN gelegenen Ruschweiler Sees beträgt 22,124 Hektar, bei einem Volumen von 1.976.200 Kubikmeter und einer maximalen Wassertiefe von 17,3 Meter. Die mittlere Tiefe liegt bei 8,9 Meter. Das Einzugsgebiet umfasst 1057 Hektar.

### Entstehung
Der Ruschweiler See ist ein Restsee eines größeren zusammenhängenden Zungenbeckensee zwischen den Endmoränen des Haupt- und des ersten Rückzugsstadiums der letzten Eiszeit, der so genannten Würmeiszeit, vor rund 18.000 Jahren. Der Andelsbach entwässert diese Geländemulde. Seit 1937 gab es eine Grundwasserspiegelsenkung von 1,3 Meter.

### Zulauf und Ablauf
Zulauf und Ablauf des Ruschweiler Sees erfolgen über den Andelsbach, einen Zufluss der Ablach, die in die Donau fließt. Vom Illmensee her kommend speist der Andelsbach den See mit einer Menge von durchschnittlich 94 Litern in der Sekunde. Des Weiteren gibt es noch weiter kleine Zuflüsse.

## Geschichte

### Besiedlung
Der Ruschweiler See ist Fundstelle jungsteinzeitlicher Pfahlbauten. Im Zuge einer Seespiegelsenkung von 1937 entdeckte der Lehrer J. Bohn zusammen mit seinen Schüler am Ostufer des Ruschweiler Sees in einem ausgedehnten Schilfgebiet Reste eine Pfahlbausiedlung. Das durch Wellenschlag stark erodierte, rund 4600 Quadratmeter große Areal wurde durch den Prähistoriker Friedrich Garscha vom Badischen Landesmuseum in Karlsruhe untersucht. Auf einer Teilfläche konnten bei einer archäologischen Grabung in einem einphasigen Pfahlfeld parallellaufende Pfählungen nachgewiesen werden. Diese lassen zweischiffige Pfostenbauten mit einem 3 × 4 Meter messenden Grundfläche erkennen. In den 1950er Jahren wurde das heutige Bodendenkmal häufig Ziel von privaten Nachforschungen und gezielten Sammelns von prähistorischen Funden. Im Jahre 1980 wurde der Ruschweiler See durch das Landesdenkmalamt Baden-Württemberg im Rahmen des Projektes zur Erforschung von Feuchtbodensiedlungen am Bodensee und in Oberschwaben erneut untersucht. 1983 folgten weitere Begehungen. Untersuchungen der Fundkeramik erlauben eine Zuordnung zur Pfyn-Altheimer Gruppe (Neolithikum: 4000 bis 3500 v. Chr.). Diese bildet in Oberschwaben ein räumliches Bindeglied im Übergang der Pfyner Kultur (Schweiz/Bodensee) zur Altheimer Gruppe (Iller/Südliches Bayern).

### Heutige Nutzung
Zusammen mit dem Volzer See bildet er seit 1987 das 70,6 Hektar große Naturschutzgebiet „Ruschweiler und Volzer See“ und erweitert um den Illmensee das 263,1 Hektar große Landschaftsschutzgebiet „Illmensee, Ruschweiler See und Volzer See“. Der See kann bedingt befischt werden. Die Angelsaison beginnt jeweils am 1. Mai und endet am 31. Dezember. Eigentümer ist die Gemeinde Illmensee. Am Nordufer des Sees in der „Halde“ befinden sich Ferienhäuser. Das Baden ist seit einigen Jahren verboten.

## Ökologie

### Fauna

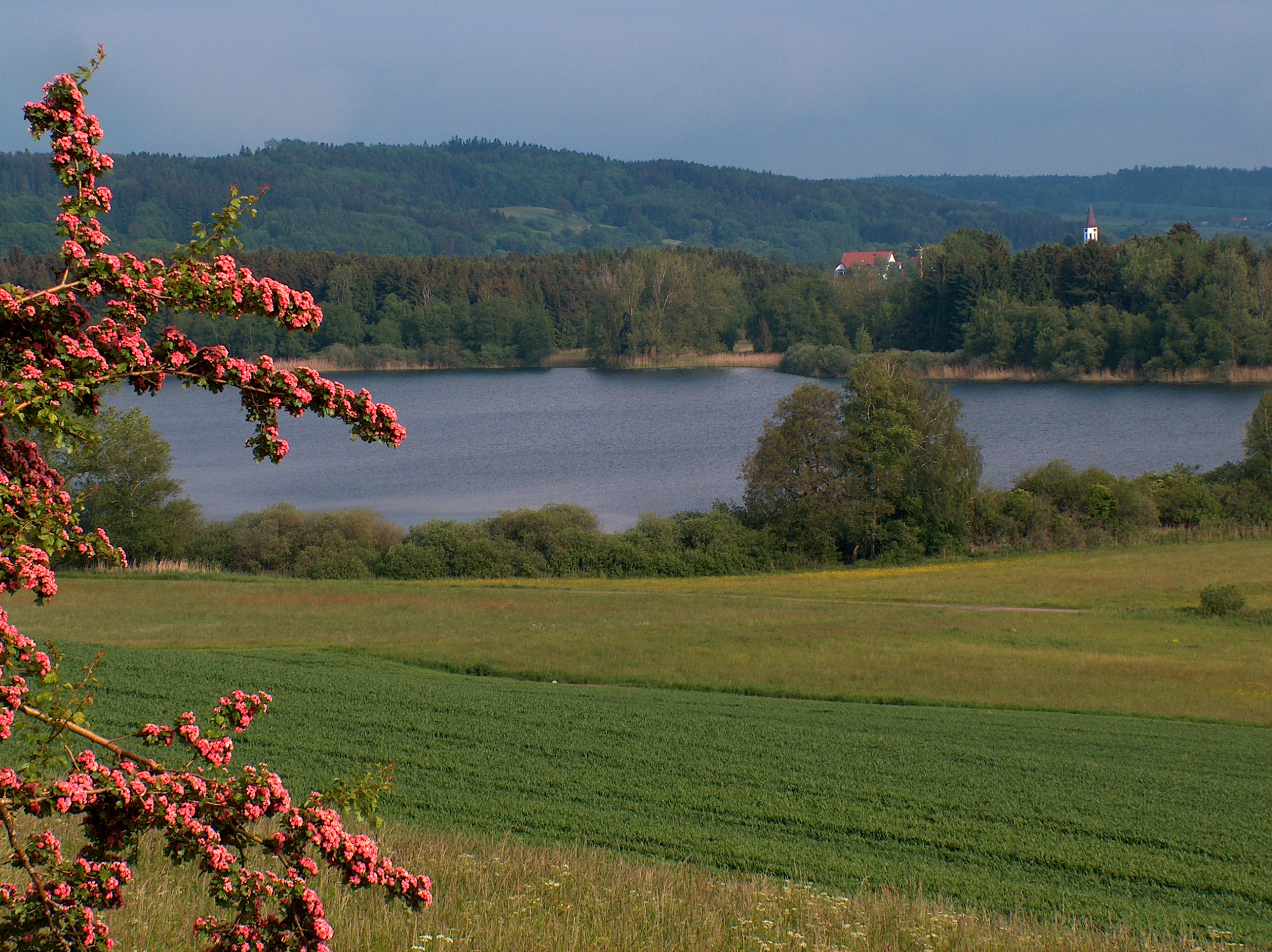
Der Ruschweiler See

Der Ruschweiler See ist Revier eines Bibers, der hier eine stattliche Biberburg errichtet hat. Im September 2014 wurde unterhalb der kleinen Steinbrücke am Andelsbach ein kleines provisorisches Holzwehr errichtet um sein weiteres Vordringen in Richtung „Gampenhof“ zu verhindern. Nachdem sich im Frühjahr 2015 ein sogenannter „Fischstau“ bildete, wurde es am 27. April 2015 wieder entfernt. Der Bau war vom Regierungspräsidium angeordnet.